# Стіна смерті
Стіна смерті — трюковий атракціон, який виконується в спеціальному приміщенні, що складається з вертикальної циліндричної стіни, яка внизу поєднана з підлогою через перехідну конічну зону. Вгорі над краєм стіни знаходиться зона для глядачів. Всередині цієї конструкції, каскадери, виконують різноманітні трюки, за допомогою транспортних засобів рухаючись стіною, по колу, на значній швидкості і утримуючись на стіні завдяки тертю та відцентровій силі.
Першим задокументованим випадком використання атракціону подібного типу стало шоу «Вихор смерті» (англ. Whirl of Death), яке гастролювало на заході США впродовж 1914 року. Винахідником атракціону вважається Ерл Армстронг, видатний американський мотогонщик початку XX століття, який досяг найбільших успіхів у перегонах на дощатих треках.
Пік популярності стіни смерті, прийшовся на 30-ті роки XX століття, на той час атракціон вже набув масовості і популярності в багатьох країнах світу, проникнувши навіть за межі залізної завіси в СРСР. А на батьківщині шоу, в Сполучених Штатах Америки, на той час працювало вже більше сотні пересувних мотодромів, які використовувалися на різноманітних ярмарках і в парках розваг.

## Історія

### Виникнення Атракціону

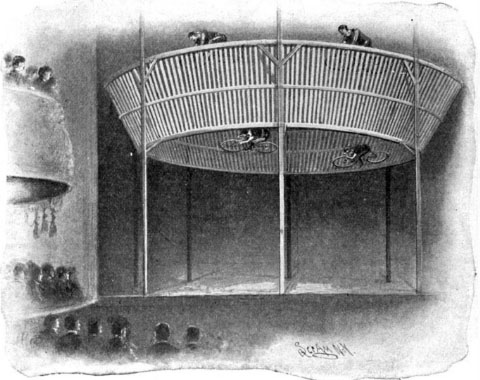
Ілюстрація атракціону «Коло смерті» або «Жахливе кільце», які були представлені у відомих парижських вар'єте Мулен Руж і Фолі-Бержер

Наприкінці XIX століття, циркові трупи почали запроваджувати трюкові номери з використанням велосипедів. Серед широкого різноманіття таких номерів, окремо виділявся вид трюків, коли один чи декілька велосипедистів, рухались всередині конічного кільця, зібраного з дерев'яних дощок, утримуючись під значним кутом до горизонту завдяки тертю та відцентровій силі. Немає точних даних щодо того хто і коли виконав подібний трюк першим, відомо лиш, що подібні номери набули популярності і впродовж короткого періоду часу поширились по всьому світу. Подібні номери були в арсеналі багатьох відомих циркових колективів, вони різнилися назвами, мали певні відмінності і ускладнення, проте основна ідея залишалась незмінною, швидкий карколомний рух по колу, під кутом до горизонту, всередині конічної конструкції. 

Предтечею появи стіни смерті були, популярні на початку XX століття, в США, перегони на дощатих треках. Для цих перегонів будували замкнуті кільцеві треки, зовнішнє покриття яких було виготовлено виключно з дерев'яних дощок. В місцях поворотів, це треки мали значний нахил полотна траси, надаючи можливість транспортним засобам проходити повороти на повній швидкості, без гальмування, утримуючись на треку завдяки тертю і відцентровій силі. Спочатку дощаті траси призначалися для мотоперегонів і перші з них називалися мотодромами, проте згодом «на дошках» почали змагатися й автомобілі.

### США
Невдовзі після появи дощатих мотодромів, в парках розваг США почали з'являтися перші «карнавальні мотодроми». Це були конструкції, що містили невеликий похилий дерев'яний трек, всередині якого замість змагань на швидкість, каскадери на велосипедах, мотоциклах чи невелких автомобілях виконували різноманітні трюки. Перший відомий «карнавальний мотодром» з'явився у парку розваг Коні-Айленд 1911 року. А вже з наступного року пересувні мотодроми почали з’являтися на численних мандрівних карнавалах.

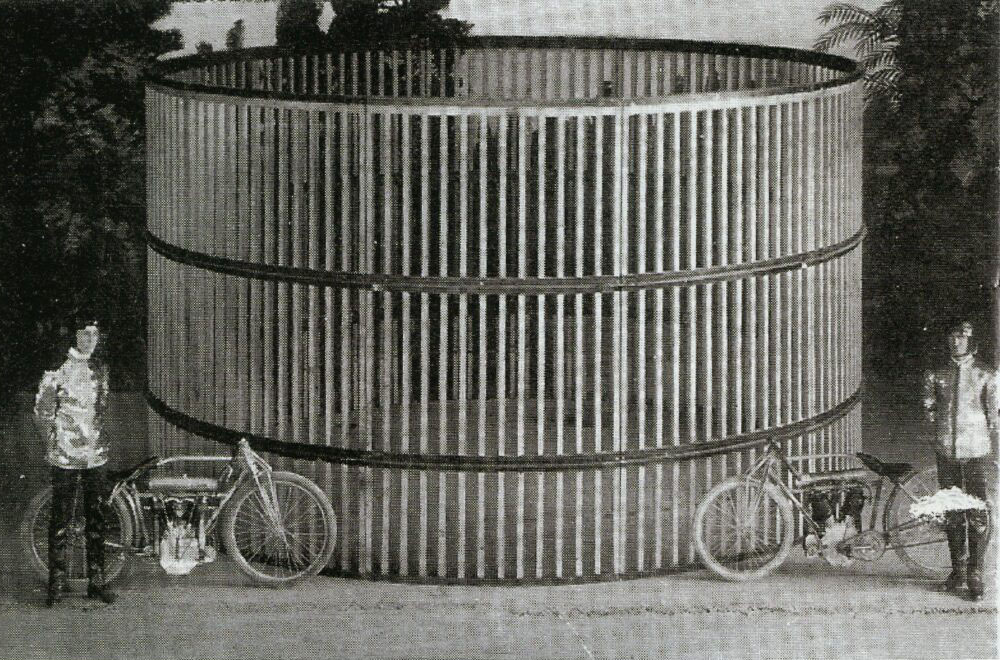
«Рудий» Армстронг і «Безрозсудний» Вернон поруч з їхнім циліндром смерті

Винахідником першої стіни смерті вважається Ерл «Рудий» Армстронг, видатний американський мотогонщик початку XX століття. Здобувши славу і визнання в перегонах на дощатих треках, Ерл Армстронг полишив небезпечні перегони і розпочав кар'єру каскадера. Спочатку він виступав на похилих «карнавальних мотодромах», а згодом створив власний атракціон, повністю вертикальний дерев'яний циліндр діаметром 19 футів (близько 5,8 м) і висотою 12 футів (близько 3,7 м), виготовлений з ялинових дощок встановлених на сталевому каркасі. Дошки розміщувалися на відстані 3 дюйми (близько 7,6 см) одна від одної, і завдяки цим проміжкам, глядачі, що знаходилися зовні циліндра, могли безперешкодно слідкувати за роботою каскадерів всередині конструкції. Конструкція отримала назву «Циліндр смерті» (англ. Cylinder of Death).

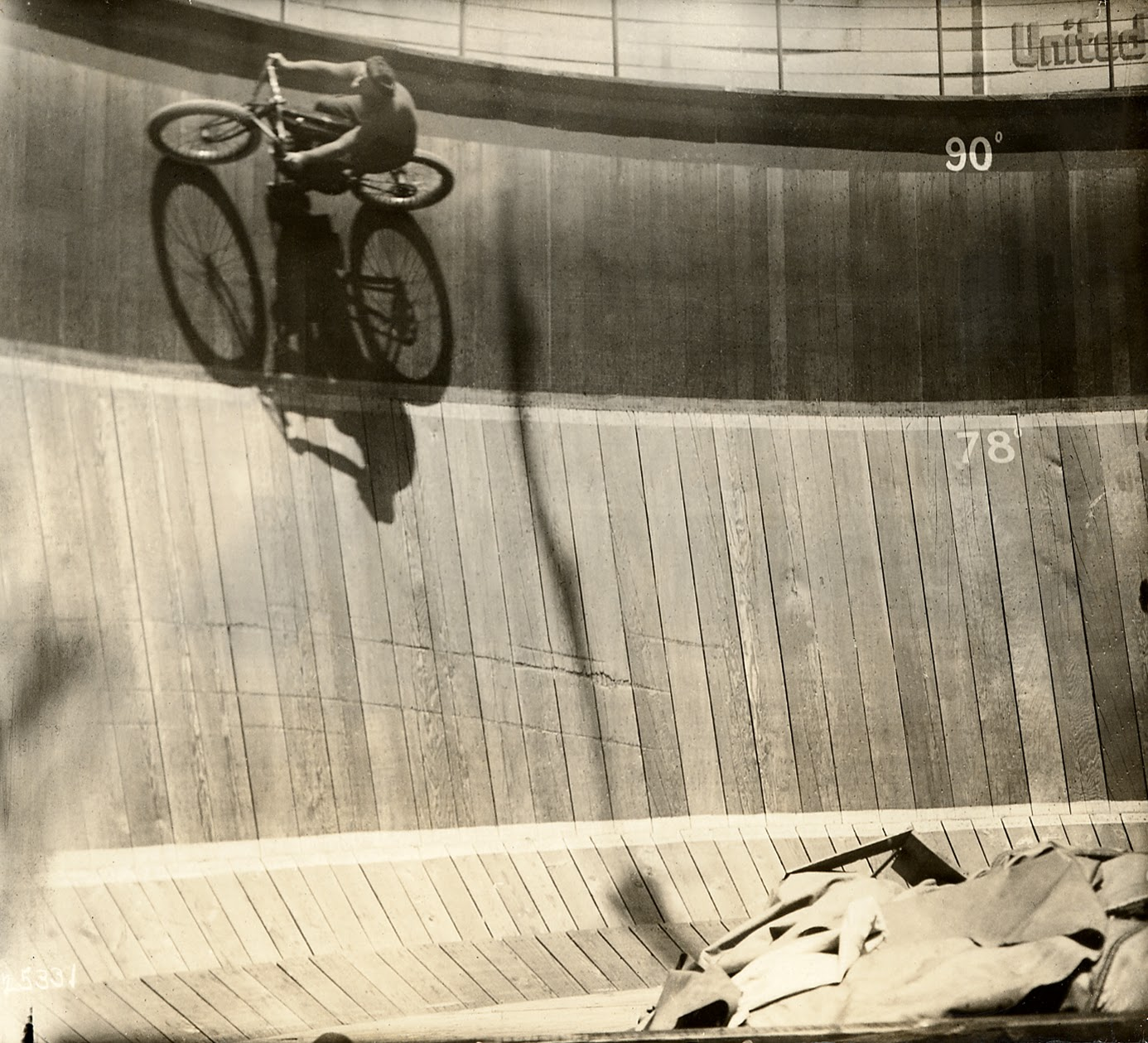
Мотоцикл на стіні атракціону «Гонка за життя»

Для виступів використовувались спеціально модифіковані мотоцикли Excelsior BigX. Мотоцикли мали максимально спрощену жорстку підвіску, маленький паливний бак і не були обладнані гальмами, метою було максимально зменшити масу мотоцикла і понизити його центр мас. Під час шоу, яке називалося «Вихор смерті» (англ. Whirl of Death),  двоє мотоциклістів, у блискучих костюмах, рухались стіною, на різних висотах, в протилежних напрямках, із зав'язаними очима. Безпеку руху контролював асистент, який подавав свистком гучний сигнал якщо каскадер наближався до верхньої межі своєї зони, або два сигнали, якщо мотоцикліст навпаки опускався дуже низько. Така нескладна система звукової сигналізації, виявилась доволі дієвою, і за весь час виступів не було жодного серйозного інциденту.
Згодом Ерл Армстронг побудував інший атракціон, більший, складніший і значно міцніший. який давав змогу рухатися по стіні не лише мотоциклам, а й автомобілям. Новий атракціон отримав назву «Гонка за життя» (англ. Race for Life), його було встановлено в зоні розважальних закладів, під час Панамо-Тихоокеанської міжнародної виставки, в місті Сан-Франциско, 1915 року. Атракціон «Гонка за життя» конструктивно був вже максимально близьким до того що ми звикли називати стіною смерті. Стіна складалася з чотирьох секцій з різним кутом нахилу, дві найбільші за шириною секції мали кути нахилу 78° і 90°, а зона для глядачів знаходилася вгорі, над треком. Діаметр конструкції в її найширшій частині складав 40 футів (близько 12,2 м). Того ж 1915 року мотодром з вертикальною стіною було відкрито у парку розваг Коні-Айленд, проте про дату його відкриття і особливості констукції збереглося мало відомостей. Відомо лише, що парк розваг Коні-Айленд працював в ті часи сезонно і відкривався на весні, а «Гонка за життя» почала працювати, ще взимку, 20 лютого, тому саме вона вважається першою стіною смерті в історії.

### Велика Британія
Перший комплект обладнання для стіни смерті у Великій Британії було виготовлено, відомим на той час, англійським виробником ярмаркових атракціонів, компанією Orton&Spooner 1928 року. Саме шоу вперше було представлено публіці в червні 1929 року, в парку розваг Kursaal, прибережного містечка Саутенд-он-Сі. Першими відомими каскадерами було подружжя Біллі «Безстранший» Ворд (англ. Billy «Fearless» Ward) та Марджорі «Смілива дияволиця» Ворд (англ. Marjorie «Dare devil» Ward), які до того гастролювали в США та ПАР.

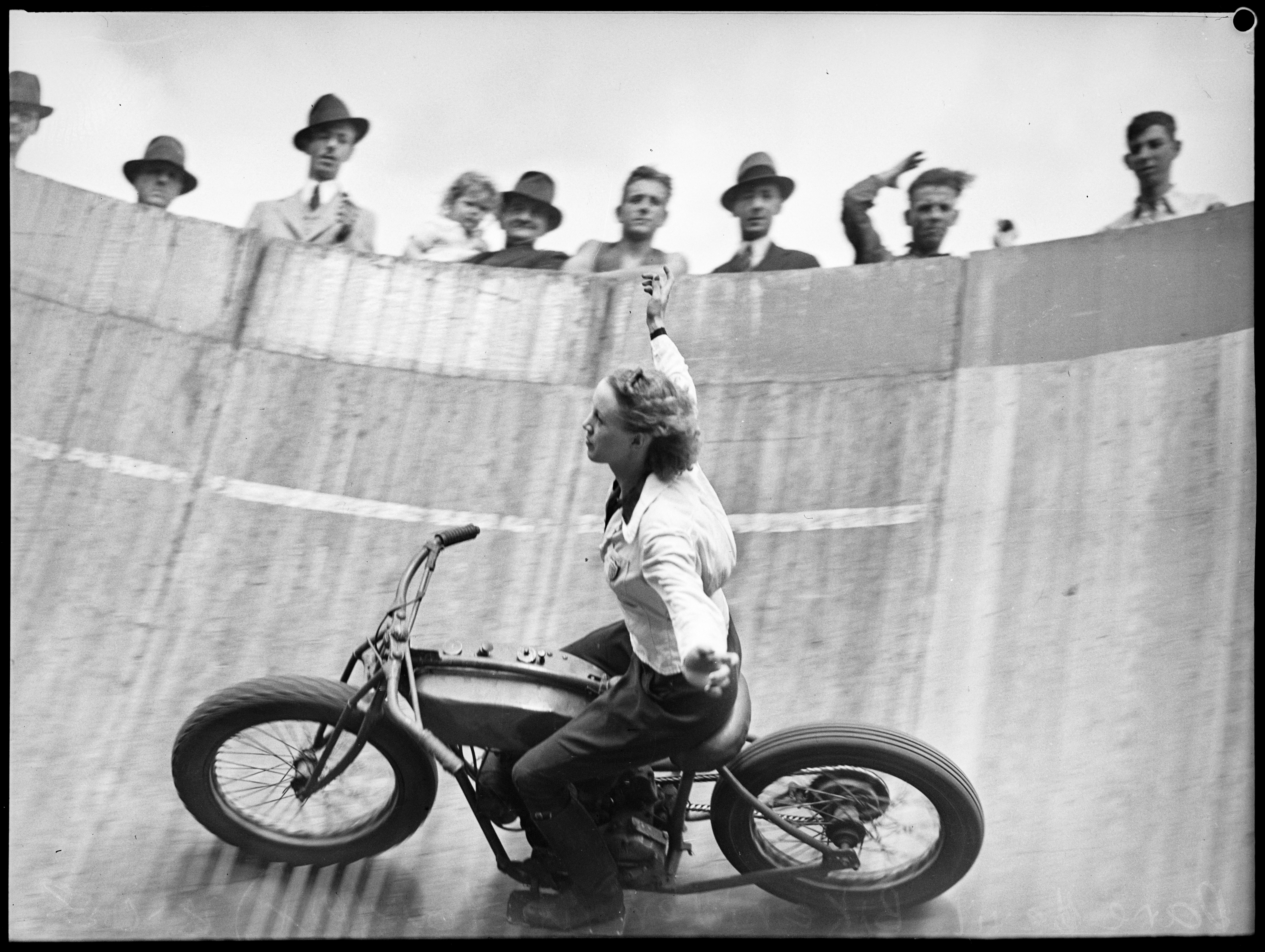
Клара Лі на Стіні смерті. Великоднє шоу в Сіднеї, 1938 рік.

Шоу сподобалось публіці і набуло значної популярності. Також стіна смерті привернула увагу британських підприємців, сера Вільяма Батліна та Пета Коллінза що працювали в галузі парків розваг і пересувних ярмарків. Повідомляють, що Вільям Батлін збудував десять стін смерті, на узбережжі Скегнесса, для навчання нових каскадерів, які потім працювали на його ярмарках і в парках розваг. До середини 30-х років XX століття жоден ярмарок на території країни не обходився без стіни смерті, на деяких заходах були навіть по декілька подібних атракціонів. Рівень конкуренції був настільки високим, що артистам доводилось постійно вигадувати нові ідеї, щоб переманити клієнтів. На шоу було залучено автомобілі і різноманітних тварин (мавпи, ведмеді, леви), які мчали стіною в спеціально облаштованих візках, поруч із каскадерами, а подекуди й просто сидячи попереду наізника, на паливних баках мотоциклів.
Одним з найбільш відомих британських каскадерів тих часів, був Джордж «Торнадо» Сміт (англ. George «Tornado» Smith). Виступаючи в парі зі своєю дружиною Марджорі Дер (англ. Marjorie Dare) і власною левицею на ім'я «Брітон» (англ. «Briton»), що можна перевести з англійської як «Британка», він здобув шалену славу і визнання. В тридцяті роки XX століття ім'я «Торнадо» Сміта фактично було синонімом Стіни Смерті в парку розваг «Kursaal».

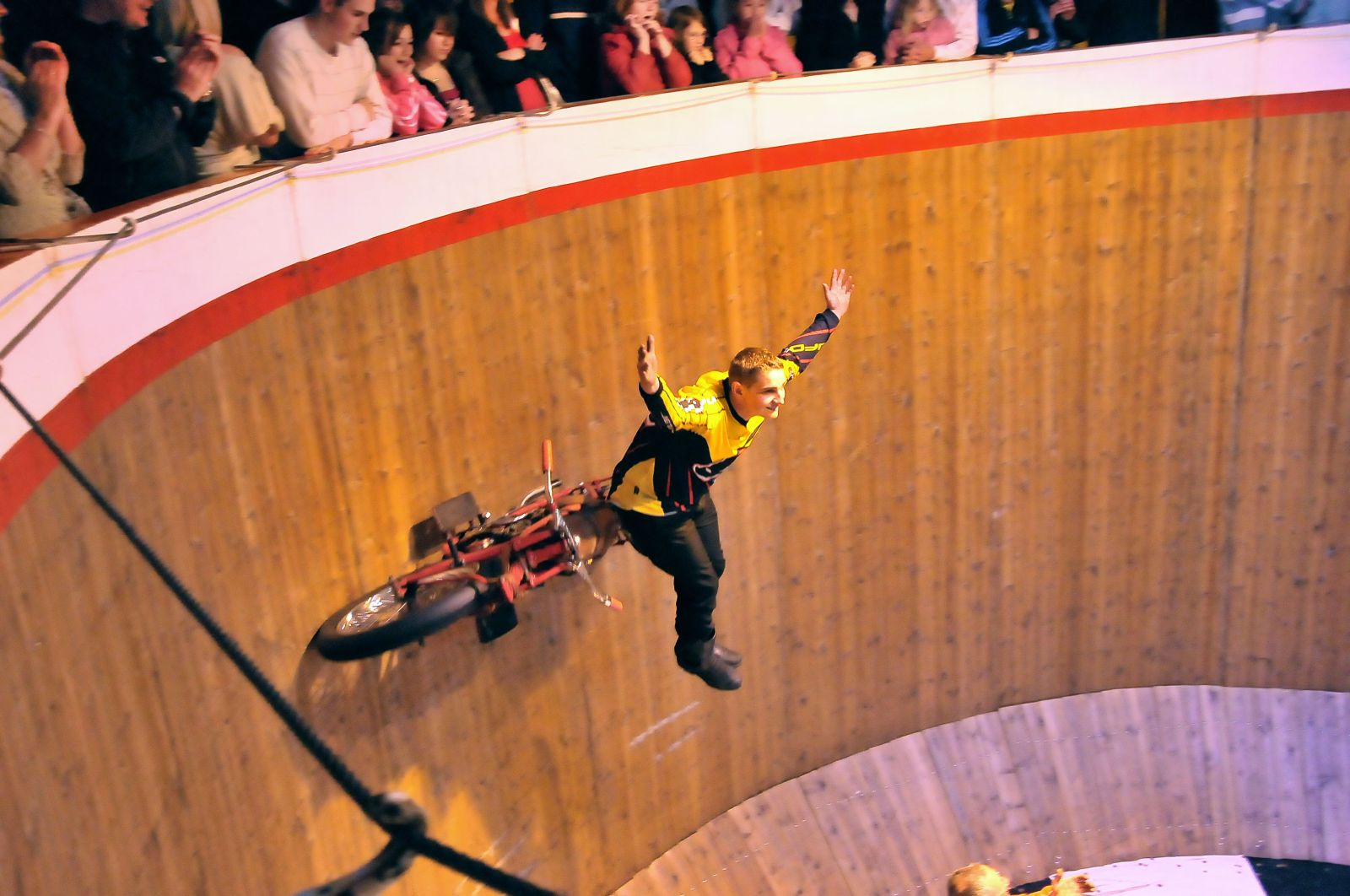
Їзда на мотоциклі, в положенні боком, без рук

Друга світова війна обірвала стрімкий розвиток галузі. Виробництво обладнання зупинилось. Більшість існуючих на той час атракціонів було втрачено. Тварини назавжди зникли з виступів. По завершенню війни, в Британії вціліли лише поодинокі екземпляри цього атракціону..

### СРСР
В СРСР цей атракціон був відомий під назвою «Гонки на мотоциклах вертикальною стіною» (рос. Гонки на мотоциклах по вертикальной стене) чи більш коротко «Гонки по вертикалі» (рос. Гонки по вертикали). Вперше на території СРСР, цей атракціон було представлено 1936 року, групою британських каскадерів під керівництвом Роббі Хейхерста. Британці гастролювали зі стіною смерті, багатьма визначними місцями Радянського Союзу, впродовж 1936-1937 років, їх виступи відбувалися в ЦПКВ ім. Горького в Москві, в саду Госнардома в Ленінграді, в Одесі, та інших великих містах. До складу трупи каскадерів окрім самого Роббі Хейхерста (англ. Robbie Hayhurst), входили Єва Крейвен (англ. Eve Craven), Кітті О'Ніл (англ. Kitty  O'Neil), Рон Міллер (англ. Ron  Miller) та Гаррі Холланд (англ. Harry Holland). Обладнання атракціону було виготовлено відомою на той час англійською фірмою Orton&Spooner. Мотоцикли були американські —Indian Scout. Через тогочасну напруженість міждержавних відносин Великої Британії і СРСР, було вирішено на афішах і в рекламних матеріалах вказувати що це американський атракціон і артисти.

### Індія

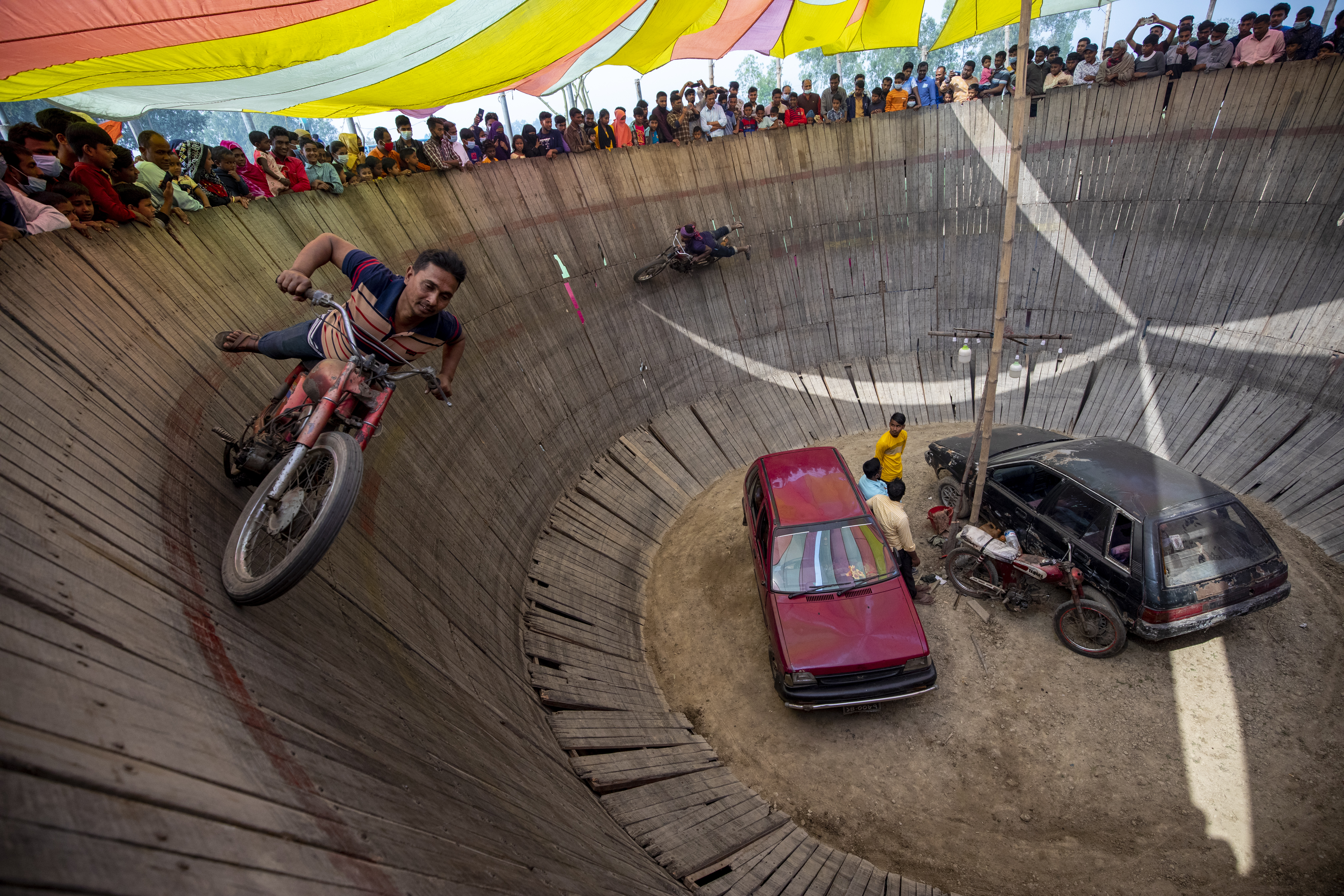
Індійські каскадери зазвичай не дуже переймаються заходами безпеки, виступаючи без захисного спорядження, подекуди в шльопанцях на босу ногу

Атракціон набув значного поширення в Індії, тут він більше відомий під назвою «Колодязь смерті» (гінді मौत का कुआँ чи пенджаб. ਮੌਤ ਦਾ ਖੂਹ).